# 1749
- Wikisource

| Calendário gregoriano                                                        | 1749 MDCCXLIX                        |
| Ab urbe condita                                                              | 2502                                 |
| Calendário arménio                                                           | 1198 – 1199                          |
| Calendário bahá'í                                                            | -95 – -94                            |
| Calendário budista                                                           | 2293                                 |
| Calendário chinês                                                            | 4445 – 4446 Início a 17 de fevereiro |
| Calendário copta                                                             | 1465 – 1466                          |
| Calendário etíope                                                            | 1741 – 1742                          |
| Calendários hindus - Vikram Samvat - Calendário nacional indiano - Cáli Iuga | 1804 – 1805 1670 – 1671 4849 – 4850  |
| Calendário Holoceno                                                          | 11749                                |
| Calendário islâmico                                                          | 1162 – 1163                          |
| Calendário judaico                                                           | 5509 – 5510                          |
| Calendário persa                                                             | 1127 – 1128                          |
| Calendário rúnico                                                            | 1999                                 |
| Calendário solar tailandês                                                   | 2292                                 |

1749 (MDCCXLIX, na numeração romana) foi um ano comum do século XVIII do actual Calendário Gregoriano, da Era de Cristo, e a sua letra dominical foi E (52 semanas), teve início a uma quarta-feira e terminou também a uma quarta-feira.

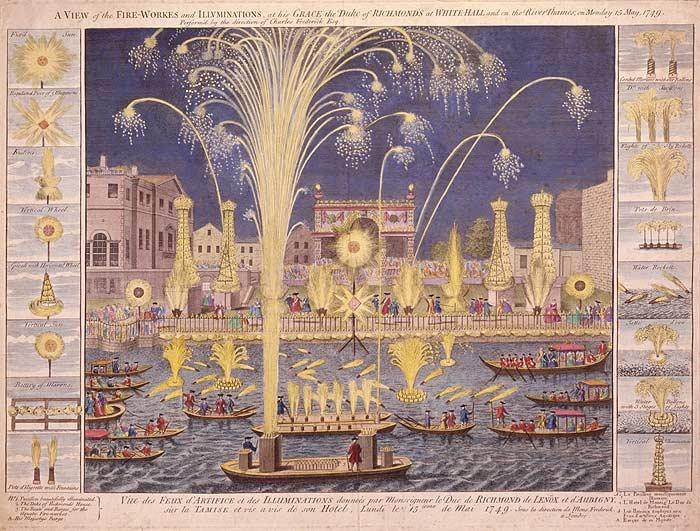
Gravura recordando a apresentação no dia 15 de maio de 1749, no Rio Tâmisa, Londres, da composição Música para Fogo de Artifício (Fireworks Music) de Georg Friedrich Händel (1685-1759) a pedido do rei Jorge II para celebrar o fim da Guerra de Sucessão Austríaca e estreada no mês anterior.

| Ano completo                        |
| ----------------------------------- |
| Ano comum com início à quarta-feira |

## Eventos
- 21 de abril - Primeira apresentação da composição Música para Fogo de Artifício (Fireworks Music) de Georg Friedrich Händel (1685-1759)  a pedido do rei Jorge II para celebrar o fim da Guerra de Sucessão Austríaca.
- Segundo embarque de colonos açorianos para o Brasil, a primeira leva partiu em 1746.
- Fundação da cidade de Porto Príncipe, capital do Haiti.

### Maio
- 11 de maio - Fundação da cidade de Alexandria, no estado da Virgínia, Estados Unidos.

## Nascimentos
- 17 de Janeiro - Vittorio Alfieri, dramaturgo italiano (m. 1803).

9 de dezembro Formigão Nasce
- 29 de Janeiro - Rei Cristiano VII da Dinamarca (m. 1808).
- 9 de Março - Conde de Mirabeau, político francês (m. 1791).
- 23 de Março - Pierre Simon de Laplace, matemático e astrônomo francês (m. 1827).
- 17 de Maio - Edward Jenner, físico inglês (m. 1823).
- 11 de Abril - Adélaïde Labille-Guiard, pintor retratista francês (m. 1803).
- 8 de Setembro
  - Maria Luísa, Princesa de Lamballe (m. 1792).
  - Yolande Martine Gabrielle de Polastron, condessa e duquesa de Polignac (m. 1793).
- 25 de Setembro - Abraham Gottlob Werner, geólogo alemão (m. 1817).
- 17 de Novembro - Nicolas Appert, francês (m. 1841).
- 17 de Dezembro - Domenico Cimarosa, compositor italiano (m. 1801).
- Johann Jacob Schweppe, pai do refrigerante (m. 1821).
- 28 de agosto - Johann Wolfgang von Goethe, escritor alemão (m. 1832).[1]

## Mortes
- 8 de Fevereiro - Jan van Huysum, pintor holandês (n. 1682)
- 3 de Julho - William Jones, matemático galês (n. 1675)
- 10 de Setembro - Emilie du Chatelet, físico e matemático francês (n. 1706)
- 19 de Dezembro - Francesco Antonio Bonporti, padre e compositor italiano (n. 1672)

## Por tema
- 1749 na ciência
- 1749 na literatura